# 주형광
주형광(朱炯光, 1976년 3월 1일~)은 대한민국의 야구 선수 출신 지도자이다. 선수 시절 KBO 리그 롯데 자이언츠에서 투수로 활동했으며 현재 KBO 리그 롯데 자이언츠의 투수코치를 맡고 있다.

## 선수 경력

### 롯데 자이언츠
부산고등학교 졸업 후 1994년에 풀 타임 선발 투수로 활동하며 28경기 중 27경기에 선발 등판해 186.2이닝 147피안타, 142탈삼진, 11승 5패, 3점대 평균자책점을 기록했다. 1994년 4월 19일 한화전에서 최연소 완투승 기록을 세웠다. 그 해 그는 각종 최연소 기록을 많이 갈아치웠다.
1995년 8월 11일 태평양전에 선발 등판해 7이닝 무실점을 기록하며 승리 투수가 됐다. 이 경기를 시작으로 1996년 8월 8일 OB전까지 홈 경기에서 패전 투수가 된 적이 없었다. 1988년부터 1989년까지 선동열이 기록한 14연승을 깨고, 홈 경기 15연승이라는 대기록을 세웠으며 1996년에 선발 승 18회로 그 해 최다 선발승을 기록했다. 하지만 너무 빨리 성장했던 그는 추락도 빨랐다. 그는 원래 병역 면제를 받았으나 1996년 말 일부 선수들의 병역 비리로 인해 공익근무로 입대했으나 신장 이상으로 의병 제대했다. 이로 인한 마무리 훈련 실패로 1997년에 안 좋은 모습을 보였다. 1998년에 감각을 다시 찾아 1999년 플레이오프 때 맹활약했다. 그러나 2000년 이후에 팔꿈치 부상이 지속돼 불펜으로 활동했고, 2004년 시즌 후 토미 존 수술을 받았으나 수술 경과가 좋지 않았다. 은퇴하기 전에는 원 포인트 릴리프로 활동했지만 예전만큼의 위력은 없었다. 결국 그는 32세의 젊은 나이에 은퇴를 선언했다.

## 지도자 경력
2008년 1월에 일본 지바 롯데 마린스에서 코치 연수를 마치고 2008년 10월 17일에 롯데 자이언츠의 재활군 코치로 지도자 생활을 시작했다. 그가 쓰던 등번호 28번은 2007년 당시 롯데 자이언츠 소속이었던 장원준에게 넘겨줬고, 그의 등번호는 37번으로 변경됐다.

## 출신 학교
- 부산 수영초등학교
- 초량중학교
- 부산고등학교

## 주요 기록
| 기록              | 날짜        | 소속          | 구장 | 상대 | 상대 타자 | 경기 결과 | 경기수 | 달성 당시 나이  | 기타 | 각주 |
| ----------------- | ----------- | ------------- | ---- | ---- | --------- | --------- | ------ | --------------- | ---- | ---- |
| 최연소 1000탈삼진 | 2000. 6. 15 | 롯데 자이언츠 | 사직 | 두산 |           |           | 196    | 24세 3개월 14일 |      |      |

## 통산 기록
| 년도 | 팀     | 평균자책 | 경기수 | 승 | 패 | 세 | 홀드 | 완투 | 완봉 | 이닝     | 피안타 | 피홈런 | 4사구 | 탈삼진 | 실점 | 자책점 | 비고                                     |
| ---- | ------ | -------- | ------ | -- | -- | -- | ---- | ---- | ---- | -------- | ------ | ------ | ----- | ------ | ---- | ------ | ---------------------------------------- |
| 1994 | 롯데   | 3.04     | 28     | 11 | 5  | 1  | 0    | 4    | 1    | 186 2/3  | 147    | 15     | 66    | 142    | 75   | 63     |                                          |
| 1995 | 롯데   | 3.05     | 30     | 10 | 7  | 0  | 0    | 5    | 0    | 200 1/3  | 170    | 18     | 56    | 152    | 73   | 68     |                                          |
| 1996 | 롯데   | 3.36     | 30     | 18 | 7  | 1  | 0    | 10   | 1    | 216 2/3  | 196    | 20     | 47    | 221    | 86   | 81     | 다승 1위 탈삼진 1위 선발승 1위(18선발승) |
| 1997 | 롯데   | 5.88     | 32     | 6  | 13 | 3  | 0    | 3    | 0    | 131 2/3  | 138    | 25     | 63    | 84     | 91   | 86     |                                          |
| 1998 | 롯데   | 3.63     | 31     | 11 | 7  | 1  | 0    | 6    | 1    | 183 1/3  | 179    | 17     | 50    | 148    | 90   | 74     |                                          |
| 1999 | 롯데   | 3.98     | 31     | 13 | 12 | 1  | 0    | 4    | 0    | 190      | 190    | 25     | 47    | 177    | 88   | 84     |                                          |
| 2000 | 롯데   | 3.49     | 26     | 8  | 6  | 0  | 0    | 1    | 0    | 149 2/3  | 136    | 18     | 52    | 127    | 60   | 58     |                                          |
| 2001 | 롯데   | 15.00    | 2      | 0  | 1  | 0  | 0    | 0    | 0    | 3        | 6      | 3      | 4     | 2      | 6    | 5      |                                          |
| 2002 | 롯데   | 16.20    | 7      | 0  | 1  | 0  | 1    | 0    | 0    | 1 2/3    | 3      | 0      | 0     | 1      | 3    | 3      |                                          |
| 2003 | 롯데   | 4.58     | 62     | 0  | 9  | 1  | 13   | 0    | 0    | 74 2/3   | 85     | 13     | 29    | 49     | 42   | 38     |                                          |
| 2004 | 롯데   | 3.41     | 11     | 4  | 4  | 0  | 0    | 0    | 0    | 63 1/3   | 53     | 8      | 23    | 45     | 26   | 24     |                                          |
| 2005 | 롯데   | 6.03     | 11     | 3  | 2  | 0  | 0    | 0    | 0    | 34 1/3   | 39     | 7      | 15    | 23     | 24   | 23     |                                          |
| 2006 | 롯데   | 4.14     | 52     | 3  | 6  | 1  | 7    | 0    | 0    | 67 1/3   | 82     | 6      | 18    | 26     | 38   | 31     |                                          |
| 2007 | 롯데   | 4.15     | 33     | 0  | 2  | 0  | 1    | 0    | 0    | 21 2/3   | 24     | 3      | 6     | 12     | 10   | 10     |                                          |
| 통산 | 14시즌 | 3.83     | 386    | 87 | 82 | 9  | 22   | 33   | 3    | 1524 1/3 | 1448   | 178    | 476   | 1209   | 712  | 648    |                                          |

## 같이 보기
- KBO 리그 탈삼진 관련 기록